# Karl Ungár

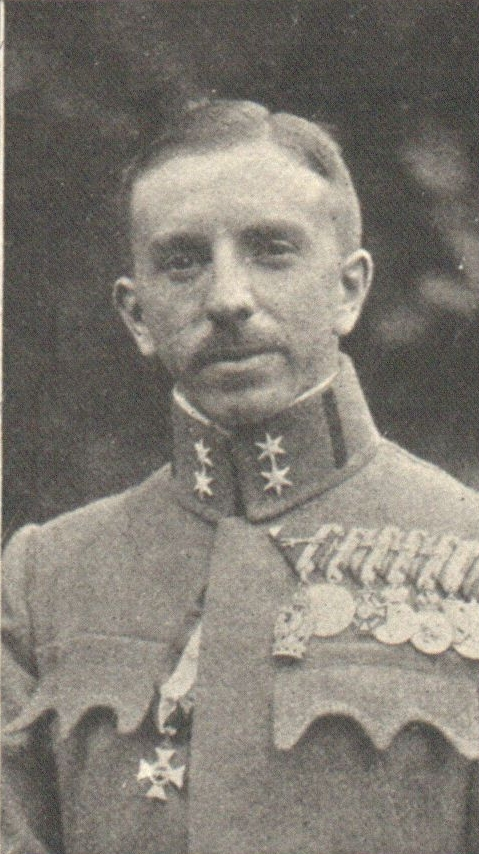
Karl Ungár 1918

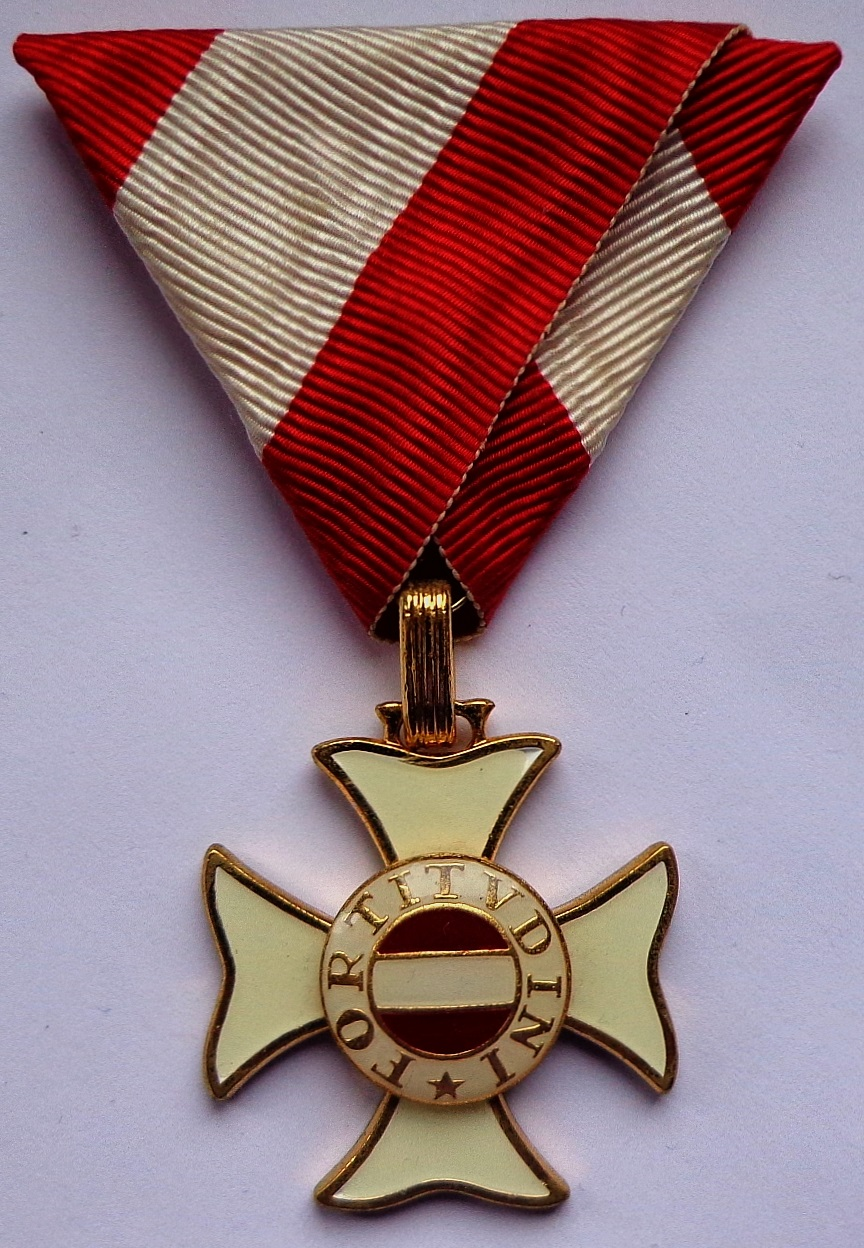
Karl Ungár war einer von 110 Soldaten, die das Ritterkreuz des Militär-Maria-Theresien-Ordens während des Ersten Weltkrieges verliehen bekamen

Karl Ungár (* 30. Januar 1892 in Budapest; † 23. Juni 1975 in Marcali), ab 1917 bzw. 1920 Vitéz Karl Baron Ungár von Bukowe-Berdo u. Ujscie, war ein Offizier der Gemeinsamen Armee Österreich-Ungarns, dem im Ersten Weltkrieg als einem von 110 Soldaten das Ritterkreuz des Maria-Theresia-Ordens verliehen wurde.

## Leben vor dem Ersten Weltkrieg
Karl Ungár besuchte die Kadettenschule in Budapest und wurde am 18. August 1911 als Fähnrich zum K.u.k. Infanterieregiment „Freiherr von Schikofsky“ Nr. 83 nach Komárom ausgemustert.:S. 329

## Erster Weltkrieg

### Mobilmachung und Aufmarsch in Galizien im August 1914
Das IR 83 gehörte zur 33. Infanterie-Truppendivision, die als Teil des k.u.k. V. Korps im Rahmen der k.u.k. 1. Armee unter  Oberbefehlshaber Viktor Dankl Mitte August am Fluss San aufmarschierte.:S. 164
Ab Mitte September 1914 kommandierte Karl Ungár als Leutnant die Regimentspionierabteilung des IR 83 und erwarb sich in dieser Funktion bis zum Jahresende die Militär-Verdienstmedaille in Bronze und den Orden der Eisernen Krone III. Klasse.:S. 329

### 1. Verleihungstat: 3. Oktober 1914 – Ujscie
Nach den militärischen Rückschlägen der k.u.k. Armeen an der russischen Front, musste sich die k.u.k. 1. Armee im September 1914 in Richtung Krakau zurückziehen. Um die schwer geschlagenen k.u.k. Armeen zu entlasten, war in der zweiten Septemberhälfte in Schlesien die deutsche 9. Armee aufmarschiert, um zusammen mit der k.u.k. 1. Armee in einer neuerlichen Offensive rund 250 km in Richtung Nordosten an die Weichsel vorstoßen, um so die russische Heeresleitung zu zwingen Truppen aus Galizien abzuziehen. Während die 9. Armee am 28. September ihre Offensive, die den Auftakt zur Schlacht an der Weichsel darstellte, begonnen hatte,:S. 356ff musste die k.u.k. 1. Armee zuerst einmal ihre zuvor erlittenen Verluste mit der Eingliederung von Marschbataillonen ausgleichen.:S. 357
Am 1. Oktober begann auch für die k.u.k 1. Armee die Offensive. Während eine Kräftegruppe westlich der Weichsel an der rechten Flanke der deutschen 9. Armee vorrückte, ging das k.u.k. V. Korps mit dem IR 83 als Spitzenverband östlich des Flusses nach Norden vor,:S. 361 während auch die russischen Einheiten bestrebt waren in Richtung Norden zu marschieren, um den Raum südöstlich von Warschau zu erreichen.
Am 2. Oktober erhielt Leutnant Karl Ungár in Borki vom Kommando der 66. Brigade, zu der das IR 83 gehörte, den Befehl am nächsten Tag mit der Regimentspionierabteilung in den Mündungsbereich der Wisłoka in die Weichsel bei Ujscie zu marschieren, um dort Bauholz für eine nachfolgende Brückenbaukompanie bereitzuhalten.:S. 329 Als dann am 3. Oktober die von Ungár geführte 68 Mann starke Abteilung in der Ortschaft Olszyny, wenige Kilometer vor der Wisłoka gelegen, eine Rast einlegte und von Einheimischen die Information erhielt, dass bei Gawłuszowice noch ein intakter Übergang über den Fluss existierte, fasste Ungár den  selbständigen Entschluss mit seiner Einheit diese Brücke zu nehmen. Um 15:00 Uhr gelang es den Pionieren den 130 Meter langen Flussübergang in einem Bajonettangriff handstreichartig zu erobern und am Nordufer einen Brückenkopf, der 20 km vor den eigenen Truppen lag, zu bilden. Im Laufe der Nacht versuchten Kosakenverbände durch zwei Gegenangriffe den Übergang zurückzuerobern, sie scheiterten aber beide Male an der Gegenwehr von Ungárs Männern. Als erste Verstärkung traf nach Mitternacht ein MG-Trupp des Schwester-Regiments 12 ein, der Brückenkopf war dann endgültig gesichert als um 4 Uhr früh das II./IR 83 den Flussübergang erreichte.:S. 17:S. 41–42
Ungárs eigenständiger Entschluss führte dazu, dass der Westflügel des k.u.k. V. Korps um zwei Tage schneller vorrücken konnte als der Ostflügel, der sich erst Übergänge über die Wisłoka bauen musste. Durch diesen Umstand beschleunigte sich auch wesentlich russische Rückzug vor dem Korps. Der Offizier sollte für diese Tat als erster Soldat des IR 83 mit dem Ritterkreuz des Militär-Maria-Theresien-Ordens ausgezeichnet werden.:S. 330

### 2. Verleihungstat: 2. April 1915 – Bukowe-Berdo

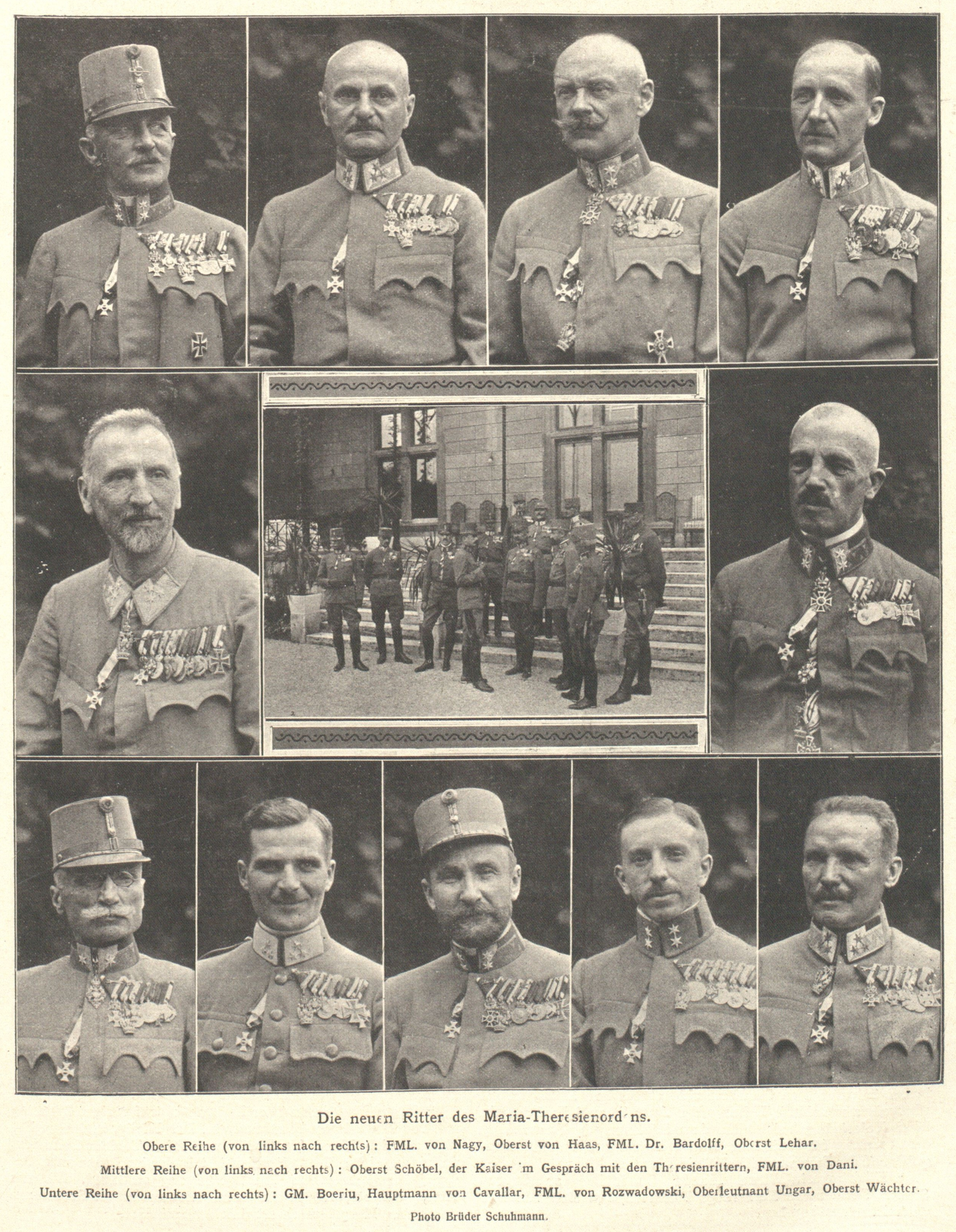
Fotos von der Verleihung des Maria-Theresien-Ordens am 17. August 1918 in der Villa Wartholz

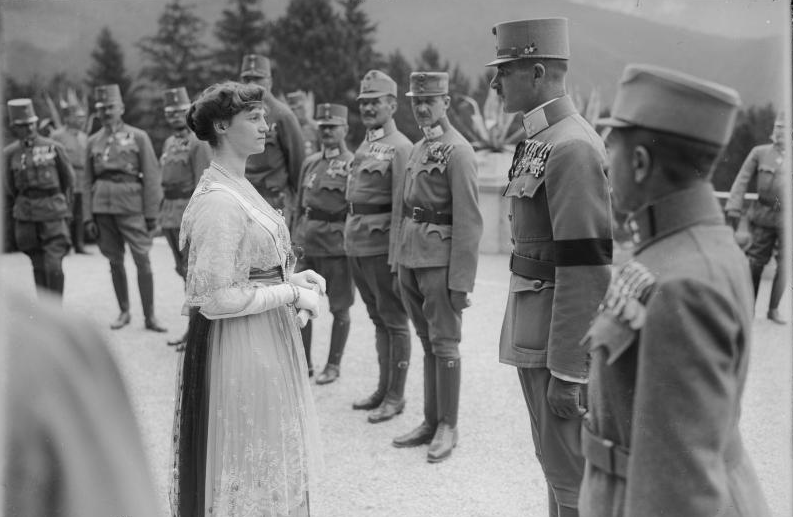
Bei der Verleihung des Maria-Theresien-Ordens 1918 in der Villa Wartholz spricht Kaiserin Zita mit Wilhelm Cavallar von Grabensprung. Im Hintergrund befinden sich Anton Lehár und Josef Wächter, im Vordergrund steht Karl Ungár

Anfang März 1915 wurden die Regimenter 12 und 83, die zusammen die 66. Brigade bildeten,  bei Ustrzyki Górne im Raum nördlich von Wołosate,:S. 197 als Armeereserve bereitgestellt. Am Morgen des 7. März griff die Brigade bei Dźwiniacz Górny an und überschritt den San, um sich im einen Kilometer nördlich gelegenen Höhengelände von Kiczora festzusetzen.:S. 81 Da weitere Angriffsversuche am heftigen Widerstand der russischen Armee scheiterten, erstarrte die Front in den nächsten Wochen im Stellungskrieg.:S. 83
Während am 20. März die Kiczora-Höhen wieder verloren gingen, musste die 66. Brigade am 30. März die San-Linie endgültig aufgeben, weil der linke Nachbar, die 37. Honved-Division, dem russischen Druck nicht standhalten und sich zurückziehen musste. Das IR 83 und das Schwester-Regiment 12 zogen sich daraufhin in das Höhengelände von Bukowe-Berdo südlich des Flusses zurück.:S. 85
Diese neue Stellung des Regiments war für das gesamte k.u.k. V. Korps von strategischer Bedeutung, denn das Tal von Wołosate, über das seine Versorgung erfolgte, befand sich nur zwei Kilometer weiter südlich. Am 2. April erfolgte ein massiver russischer Angriff auf die Stellung des Regiments. Leutnant Karl Ungár, dessen 60 Mann starke Regimentspionierabteilung die Eingreifreserve des Regiments darstellte, wurde mit seinen Männern vorsorglich auf eine Bergkuppe verlegt, die sich rund 70 Meter hinter der Hauptverteidigungslinie befand. Als es einem russischen Bataillon gelang, die Hauptverteidigungslinie zu durchbrechen, führten Ungárs Pioniere sowie 40 weitere schleunigst zusammengeraffte Männer vor den Augen des Brigadekommandanten Generalmajor Joseph Lieb insgesamt drei Bajonettangriffe durch, um die russische Infanterie wieder aus der Stellung zu drängen.:S. 330:S. 88, 89
Trotz hoher eigener Verluste (12 Tote und 14 Verwundete unter Ungárs Pionieren sowie weitere unter den spontan zusammengerafften Männern) gelang es rund 150 gegnerische Soldaten gefangen zunehmen. Das russische Bataillon ließ außerdem noch rund 200 Gefallene zurück, die großteils einem flankierend wirkenden MG zum Opfer gefallen waren. Für diese Tat, welche das k.u.k. V. Korps davor bewahrte abgeschnitten zu werden, wurde Ungár abermals für den Maria-Theresia-Orden eingereicht.:S. 230:S. 88, 89

### Verleihung des Ordens am 17. August 1918
Karl Ungár erhielt den Orden am 17. August 1918, am Geburtstag von Kaiser Karl I., von diesem und Kaiserin Zita zusammen mit elf anderen Ausgezeichneten in der Villa Wartholz überreicht.

## Leben nach dem Ersten Weltkrieg
Nach dem Ende des Ersten Weltkrieges wurde Karl Ungár in die Königlich Ungarische Armee übernommen und fand als Kriegsheld auch Aufnahme in den Heldenorden, wobei Letzteres ihn zur Führung des Namenszusatzes Vitéz berechtigte.
Am 1. Mai 1935 übernahm er das Kommando über ein Bataillon der Radfahrtruppen in Esztergom, das im März 1939 nach Vásárosnamény verlegt wurde, um  an der Besetzung der Karpatenukraine teilzunehmen, die Ungarn im Zuge des Ersten Wiener Schiedsspruches zugesprochen worden war. Auch am Einmarsch 1940 in Siebenbürgen als Folge des Zweiten Wiener Schiedsspruches war Ungárs Bataillon beteiligt. Er wurde in diesem Zusammenhang im Heeresbericht erwähnt und mit dem Verdienstkreuz mit Schwertern ausgezeichnet. Zusätzlich erfolgte im Laufe des Jahres auch die Beförderung zum Oberst.:S. 329
Zwischen August 1943 und August 1944 befehligte er die ungarische 13. Infanterie-Division, die als Besatzungstruppe im serbischen Subotica stationiert war, ehe er am 1. Februar 1945 pensioniert wurde.
Ungár starb am 23. Juni 1975 in Marcali, wo er zusammen mit seiner Frau beerdigt ist.